# 光澤布紋螺
光澤布紋螺（学名：Colubraria nitidula）为布紋螺科布紋螺屬下的一个种。